# Vintage (Canned Heat)
 Vintage è un album dei Canned Heat. Venne registrato nel 1966 ma la pubblicazione effettiva avvenne soltanto nel 1970 grazie all'etichetta discografica Janus Records. L'album comprende alcuni classici di rhythm and blues.

## Tracce
1. Rollin' and Tumblin', Pt. 1 (Muddy Waters) - 2:17
2. Big Road Blues (Tommy Johnson) - 2:08
3. Spoonful (Willie Dixon) - 2:30
4. Got My Mojo Working (Preston Foster) - 2:44
5. Pretty Thing (Dixon) - 2:01
6. Louise (Chester Burnett) - 3:07
7. Dimples (John Lee Hooker) - 2:21
8. Can't Hold on Much Longer (Canned Heat) - 2:32
9. Straight Ahead (Canned Heat) - 2:35
10. Rollin' and Tumblin', Pt. 2 (Waters) - 2:07

## Formazione
- Bob Hite – voce
- Alan Wilson – slide guitar, voce, armonica a bocca
- Henry Vestine – chitarra solista
- Stuart Brockman – basso
- Frank Cook – batteria